# Hetaeria gardneri
Hetaeria gardneri är en orkidéart som först beskrevs av George Henry Kendrick Thwaites, och fick sitt nu gällande namn av George Bentham och Joseph Dalton Hooker. Hetaeria gardneri ingår i släktet Hetaeria och familjen orkidéer. Inga underarter finns listade i Catalogue of Life.